# Track & Field Athlete of the Year
Track & Field Athlete of the Year (pl. Lekkoatleta roku miesięcznika Track & Field News) – coroczna nagroda przyznawana najlepszemu lekkoatlecie i lekkoatletce sezonu. Wybory organizuje wydawany w Stanach Zjednoczonych miesięcznik Track & Field News. Wśród mężczyzn nagroda przyznawana jest od 1959 roku, a wśród kobiet od 1974. Zwycięzcę plebiscytu wyłania międzynarodowy panel ekspertów. Przez wiele lat jedynym polskim sportowcem uhonorowanym tytułem lekkoatlety roku Track & Field była Irena Szewińska. W 2014 roku jej sukces powtórzyła Anita Włodarczyk.

## Zwycięzcy

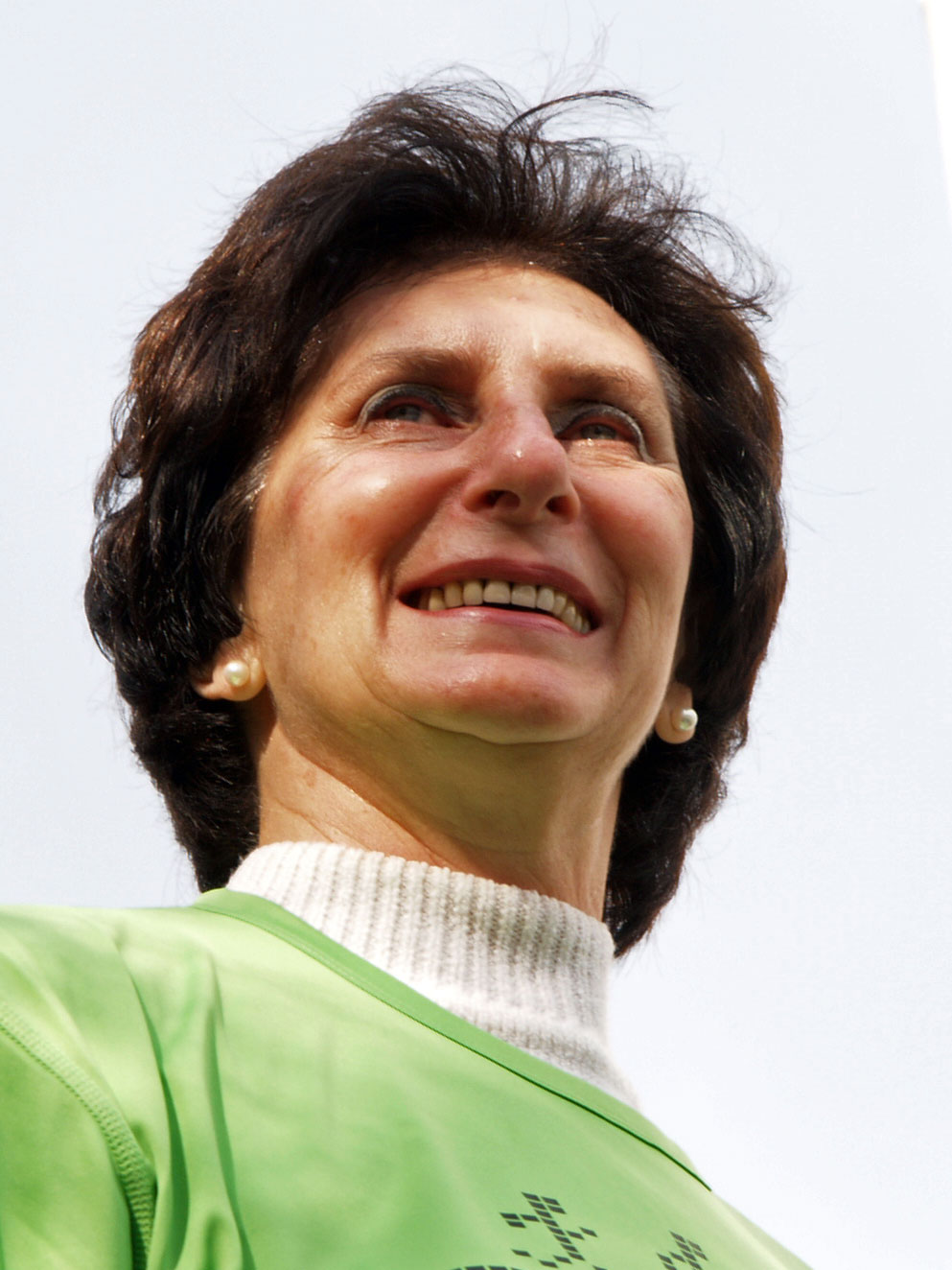
Irena Szewińska wygrała plebiscyt w 1974

| Rok  | Mężczyźni          | Mężczyźni         | Kobiety                   | Kobiety           |
| ---- | ------------------ | ----------------- | ------------------------- | ----------------- |
| 1959 | Martin Lauer       | Niemcy            | —                         | —                 |
| 1960 | Rafer Johnson      | Stany Zjednoczone | —                         | —                 |
| 1961 | Ralph Boston       | Stany Zjednoczone | —                         | —                 |
| 1962 | Peter Snell        | Nowa Zelandia     | —                         | —                 |
| 1963 | Yang Chuan-kwang   |                   | —                         | —                 |
| 1964 | Peter Snell        | Nowa Zelandia     | —                         | —                 |
| 1965 | Ron Clarke         | Australia         | —                         | —                 |
| 1966 | Jim Ryun           | Stany Zjednoczone | —                         | —                 |
| 1967 | Jim Ryun           | Stany Zjednoczone | —                         | —                 |
| 1968 | Bob Beamon         | Stany Zjednoczone | —                         | —                 |
| 1969 | Bill Toomey        | Stany Zjednoczone | —                         | —                 |
| 1970 | Randy Matson       | Stany Zjednoczone | —                         | —                 |
| 1971 | Rod Milburn        | Stany Zjednoczone | —                         | —                 |
| 1972 | Lasse Virén        | Finlandia         | —                         | —                 |
| 1973 | Ben Jipcho         | Kenia             | —                         | —                 |
| 1974 | Rick Wohlhuter     | Stany Zjednoczone | Irena Szewińska           | Polska            |
| 1975 | John Walker        | Nowa Zelandia     | Faina Mielnik             |                   |
| 1976 | Alberto Juantorena | Kuba              | Tatjana Kazankina         |                   |
| 1977 | Alberto Juantorena | Kuba              | Rosemarie Ackermann       |                   |
| 1978 | Henry Rono         | Kenia             | Marita Koch               |                   |
| 1979 | Sebastian Coe      | Wielka Brytania   | Marita Koch               |                   |
| 1980 | Edwin Moses        | Stany Zjednoczone | Ilona Briesenick          |                   |
| 1981 | Sebastian Coe      | Wielka Brytania   | Evelyn Ashford            | Stany Zjednoczone |
| 1982 | Carl Lewis         | Stany Zjednoczone | Marita Koch               |                   |
| 1983 | Carl Lewis         | Stany Zjednoczone | Jarmila Kratochvílová     | Czechosłowacja    |
| 1984 | Carl Lewis         | Stany Zjednoczone | Evelyn Ashford            | Stany Zjednoczone |
| 1985 | Saïd Aouita        | Maroko            | Marita Koch               |                   |
| 1986 | Jurij Siedych      |                   | Jackie Joyner-Kersee      | Stany Zjednoczone |
| 1987 | Ben Johnson        | Kanada            | Jackie Joyner-Kersee      | Stany Zjednoczone |
| 1988 | Siergiej Bubka     |                   | Florence Griffith-Joyner  | Stany Zjednoczone |
| 1989 | Roger Kingdom      | Stany Zjednoczone | Ana Fidelia Quirot        | Kuba              |
| 1990 | Michael Johnson    | Stany Zjednoczone | Merlene Ottey             | Jamajka           |
| 1991 | Siergiej Bubka     | Ukraina           | Heike Henkel              | Niemcy            |
| 1992 | Kevin Young        | Stany Zjednoczone | Heike Drechsler           | Niemcy            |
| 1993 | Noureddine Morceli | Algieria          | Wang Junxia               |                   |
| 1994 | Noureddine Morceli | Algieria          | Jackie Joyner-Kersee      | Stany Zjednoczone |
| 1995 | Haile Gebrselassie | Etiopia           | Sonia O’Sullivan          | Irlandia          |
| 1996 | Michael Johnson    | Stany Zjednoczone | Swietłana Mastierkowa     | Rosja             |
| 1997 | Wilson Kipketer    | Dania             | Marion Jones              | Stany Zjednoczone |
| 1998 | Haile Gebrselassie | Etiopia           | Marion Jones              | Stany Zjednoczone |
| 1999 | Hicham El Guerrouj | Maroko            | Gabriela Szabó            | Rumunia           |
| 2000 | Virgilijus Alekna  | Litwa             | Stacy Dragila             | Stany Zjednoczone |
| 2001 | Hicham El Guerrouj | Maroko            | Stacy Dragila             | Stany Zjednoczone |
| 2002 | Hicham El Guerrouj | Maroko            | Paula Radcliffe           | Wielka Brytania   |
| 2003 | Hicham El Guerrouj | Maroko            | Hestrie Cloete            | Południowa Afryka |
| 2004 | Kenenisa Bekele    | Etiopia           | Jelena Isinbajewa         | Rosja             |
| 2005 | Kenenisa Bekele    | Etiopia           | Jelena Isinbajewa         | Rosja             |
| 2006 | Asafa Powell       | Jamajka           | Sanya Richards            | Stany Zjednoczone |
| 2007 | Tyson Gay          | Stany Zjednoczone | Meseret Defar             | Etiopia           |
| 2008 | Usain Bolt         | Jamajka           | Tirunesh Dibaba           | Etiopia           |
| 2009 | Usain Bolt         | Jamajka           | Sanya Richards            | Stany Zjednoczone |
| 2010 | David Rudisha      | Kenia             | Blanka Vlašić             | Chorwacja         |
| 2011 | David Rudisha      | [ 6 ]             | Vivian Cheruiyot          | [ 6 ]             |
| 2012 | David Rudisha      | [ 7 ]             | Valerie Adams             | [ 8 ]             |
| 2013 | Bohdan Bondarenko  | [ 9 ]             | Valerie Adams             | [ 10 ]            |
| 2014 | Renaud Lavillenie  | [ 11 ]            | Anita Włodarczyk          | [ 12 ]            |
| 2015 | Ashton Eaton       | Stany Zjednoczone | Genzebe Dibaba            | Etiopia           |
| 2016 | Wayde van Niekerk  | Południowa Afryka | Anita Włodarczyk          | Polska            |
| 2017 | Mutazz Isa Barszim | Katar             | Anita Włodarczyk          | Polska            |
| 2018 | Eliud Kipchoge     | Kenia             | Caster Semenya            | Południowa Afryka |
| 2019 | Karsten Warholm    | Norwegia          | Dalilah Muhammad          | Stany Zjednoczone |
| 2020 | Armand Duplantis   | Szwecja           | Yulimar Rojas             | Wenezuela         |
| 2021 | Ryan Crouser       | Stany Zjednoczone | Elaine Thompson-Herah     | Jamajka           |
| 2022 | Armand Duplantis   | Szwecja           | Sydney McLaughlin-Levrone | Stany Zjednoczone |
| 2023 | Ryan Crouser       | Stany Zjednoczone | Faith Kipyegon            | Kenia             |
| 2024 | Armand Duplantis   | Szwecja           | Sydney McLaughlin-Levrone | Stany Zjednoczone |